# Venganza de Rubik

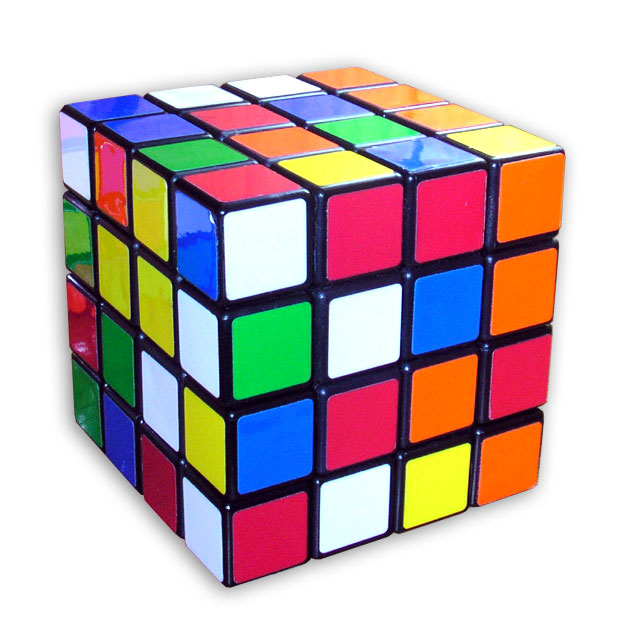
La Venganza de Rubik sin resolver.

La venganza de Rubik (en inglés Rubik's Revenge) es la versión 4x4x4 del cubo de Rubik que fue lanzada en 1981. Ésta fue inventada por Péter Sebestény e iba a ser llamada cubo de Sebestény pero, para atraer a los fanáticos del cubo de Rubik original, se decidió ponerle el nombre que lleva ahora. Al contrario de lo que ocurre con el cubo original y con la versión 5x5x5, así como con todos aquellos cubos con número impar de aristas; no posee piezas fijas: las caras centrales, divididas en cuatro piezas, pueden moverse a diferentes posiciones.

## Récords mundial

### Top 5 - Una resolución
| Nombre          | Resolución | Competen                            |
| --------------- | ---------- | ----------------------------------- |
| Max Park        | 16.79      | Bay Area Speedcubin' 29 PM 2022     |
| Max Park        | 16.86      | CubingUSA Western Championship 2021 |
| Sebastian Weyer | 17.13      | French Championship 2023            |
| Max Park        | 17.18      | CubingUSA Western Championship 2021 |
| Sebastian Weyer | 17.21      | Carquef'Open 2022                   |

### Top 5 - Promedio de 5 resoluciones
| Nombre   | Resolución promedio | Competencia                         |
| -------- | ------------------- | ----------------------------------- |
| Max Park | 19.38s              | Arizona Speedcubing Spring 2023     |
| Max Park | 19.88s              | Bay Area Speedcubin' 29 PM 2022     |
| Max Park | 20.14s              | Bay Area Speedcubin' 29 PM 2022     |
| Max Park | 20.17s              | CubingUSA Western Championship 2023 |
| Max Park | 20.51s              | Florida Spring B 2022               |

## Permutaciones

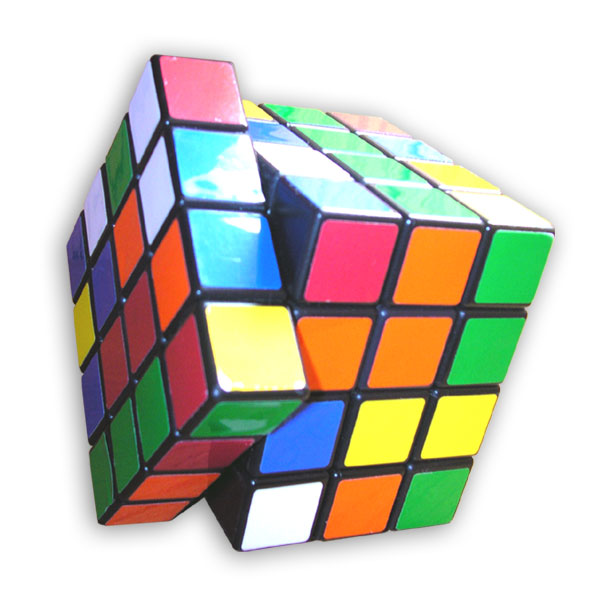
Revuelto y parcialmente volteado

Hay 8 esquinas, 24 aristas y 24 centros.
Es posible cualquier permutación de las esquinas, incluidas las permutaciones impares. Siete de las esquinas se pueden girar de forma independiente y la orientación de la octava depende de las otras siete, ¡lo que da 8! ×3⁷ combinaciones.
Hay 24 centros, que se pueden organizar en 24! diferentes caminos. Suponiendo que los cuatro centros de cada color son indistinguibles, el número de permutaciones se reduce a 24!/(24⁶ ) arreglos. El factor reductor se produce porque hay 24 (4!) formas de disponer las cuatro piezas de un color determinado. Esto se eleva a la sexta potencia porque hay seis colores. Una permutación impar de las esquinas implica una permutación impar de los centros y viceversa; sin embargo, las permutaciones pares e impares de los centros son indistinguibles debido a la apariencia idéntica de las piezas. Hay varias formas de hacer que las piezas centrales sean distinguibles, lo que haría visible una permutación central impar.
Los 24 bordes no se pueden voltear debido a la forma interna de las piezas. Los bordes correspondientes se distinguen porque son imágenes especulares entre sí. Cualquier permutación de las aristas es posible, incluidas las permutaciones impares, dando 24! disposiciones, independientemente de las esquinas o centros.
Suponiendo que el cubo no tiene una orientación fija en el espacio, y que las permutaciones resultantes de rotar el cubo sin torcerlo se consideran idénticas, el número de permutaciones se reduce en un factor de 24. Esto se debe a que las 24 posiciones y orientaciones posibles de la primera esquina son equivalentes debido a la falta de centros fijos. Este factor no aparece al calcular las permutaciones de N×N×N cubos donde N es impar, ya que esos rompecabezas tienen centros fijos que identifican la orientación espacial del cubo.
Esto da un número total de permutaciones de
{\displaystyle {\frac {8!\times 3^{7}\times 24!^{2}}{24^{7}}}\approx 7.40\times 10^{45}.}
El número completo es: 7 401 196 841 564 901 869 874 093 974 498 574 336 000 000 000, en letras: siete mil cuatrocientos un septillones ciento noventa y seis mil ochocientos cuarenta y un sextillones quinientos sesenta y cuatro mil novecientos un quintillones ochocientos sesenta y nueve mil ochocientos setenta y cuatro cuatrillones noventa y tres mil novecientos setenta y cuatro trillones cuatrocientos noventa y ocho mil quinientos setenta y cuatro billones trescientos treinta y seis mil millones.
Algunas versiones del cubo tienen una de las piezas centrales marcada con un logo, que la distingue de las otras tres del mismo color. Dado que hay cuatro posiciones distinguibles para esta pieza, el número de permutaciones se cuadriplica, lo que produce 2,96×10⁴⁶ posibilidades. Cualquiera de las cuatro posiciones posibles para esta pieza podría considerarse correcta.

## Lectura adicional
- Rubik's Revenge: The Simplest Solution por William L. Mason
- Speedsolving the Cube por Dan Harris, 'Rubik's Revenge' páginas 100-120.
- The Winning Solution to Rubik's Revenge por Minh Thai, con Herbert Taylor y M. Razid Black.